# Château de Keranroux
Le château de Keranroux, (ou Keroc'hiou, ou Ker-Oriou) est un château situé sur la commune de Morlaix, dans le Finistère.
Il est inscrit aux monuments historique par arrêté du 19 novembre 1992.

## Situation
Le château est situé à 2,8 km au nord-ouest du centre-ville de Morlaix.

## Histoire
Le château est construit entre 1773 et 1774, pour remplacer l'ancien manoir du XVIIe siècle dont ne subsistent aujourd'hui que quelques fondation plus au sud, au bord de la rivière de Morlaix.

### Époque ancienne
Yvon de Keranroux serait le premier propriétaire des terres. En 1301, Henri V, comte de Léon, l'aurait chargé d'entretenir la forêt de Cuburien (lieu-dit qui existe toujours au nord-est de Morlaix).
En 1427, Ollivier Le Treut devient propriétaire du château, qui passe ensuite à la famille de Coatquis, puis en 1445 à Jehan Estienne.
En 1543, Alain de la Forest achète le château, qui restera dans sa descendance pendant quatre siècles, par transmission directe ou par donation.
En 1600, François du Parc épouse une héritière la Forest et lègue alors le domaine à son frère Claude.

### XVIIIesiècle
En 1773, le marquis du Parc de Locmaria, descendant de Claude, meurt, et c'est alors François Gabriel de la Fruglaye qui hérite du domaine. Il trouva une « grande maison délabrée » et décide alors de construire le château actuel, sur la hauteur, afin de profiter d'une atmosphère plus saine et moins humide.
Paul Émile, fils de François Gabriel, qui sert comme officier dragon, doit fuir la France en 1792 alors qu'il avait tenté de faire évader Madame Royale de la prison du Temple, et ne peut y revenir qu'en 1802. Sous la Restauration, il est élu député du Finistère puis il est nommé pair de France.

### Époque moderne
Paul de Chaloagny, petit-fils de Paul Émile de la Fruglaye hérite du château et à sa mort, le domaine revient à la famille Gouyon de Beaufort dont les deux derniers héritiers sont tués lors de la Grande Guerre.

## Description

### Le parc
Le château est entouré d'un grand parc verdoyant librement accessible depuis l'époque de la famille de Beaufort. On peut y voir la fontaine aux fées, les ruines du moulin, l'ancien lavoir et les ruines de la chapelle Notre-Dame de la clarté. On peut y voir les armoiries d'Alain de la Forest et d'Anne Toupin son épouse, seigneurs de Kéranroux en 1550.

### Le colombier
Au nord-est du château on peut voir le seul colombier de la commune de Ploujean. Il a été construit au XVIe siècle, en pierres de schiste ceinturées par des rangées de granit rose. Malgré le bombardement des Alliés qui pensaient que les Allemands, alors occupants du château, entreposaient des munitions dans ce colombier, il a été épargné.

### La chapelle
Mis à part la chapelle de la Clarté, il existe une chapelle beaucoup plus récente et beaucoup plus proche du château actuel. Construite entre 1839 et 1843 par Marie de la Fruglaye, elle renferme des gargouilles remarquables (sangliers, singes, dragons), ainsi que les sépultures de quelques occupants du château dont Marie de la Fruglaye, religieuse et dévouée aux populations locales lors de l'épidémie de choléra de 1832, période pendant laquelle le château servit d'hôpital.
Le bombardement des Alliés qui avait épargné le colombier fut cependant dévastateur pour la chapelle dont les vitraux furent détruits et les colonnes très endommagées.
À l'extérieur de la chapelle repose le gisant de Gilles de la Noé, sculpté par Roland Doré au XVIIe siècle. Ce gisant se trouvait auparavant dans l'ancienne chapelle.

## Architecture
Le château de Kéranroux, le plus imposant de la région, représente un style classique qui respecte la symétrie absolue.
La partie centrale, surmontée d'un fronton et d'une lucarne, est coiffée d'une toiture en double bâtière sur laquelle on peut voir deux grandes cheminées en brique et en pierre de taille surmontées de frontons circulaires. Les trois travées de ce corps central laissent la vedette à la porte en saillie faite de pierre de taille de granit, au tympan sur lequel on peut voir les armes de Paul de Champagny et de son épouse.
De chaque côté, deux parties identiques à quatre travées chacune, surmontées chacune d'une cheminée à leur extrémité.
L'escalier qui permet de monter du parc au château entoure une statue et se termine par une terrasse qui donne sur la porte centrale.

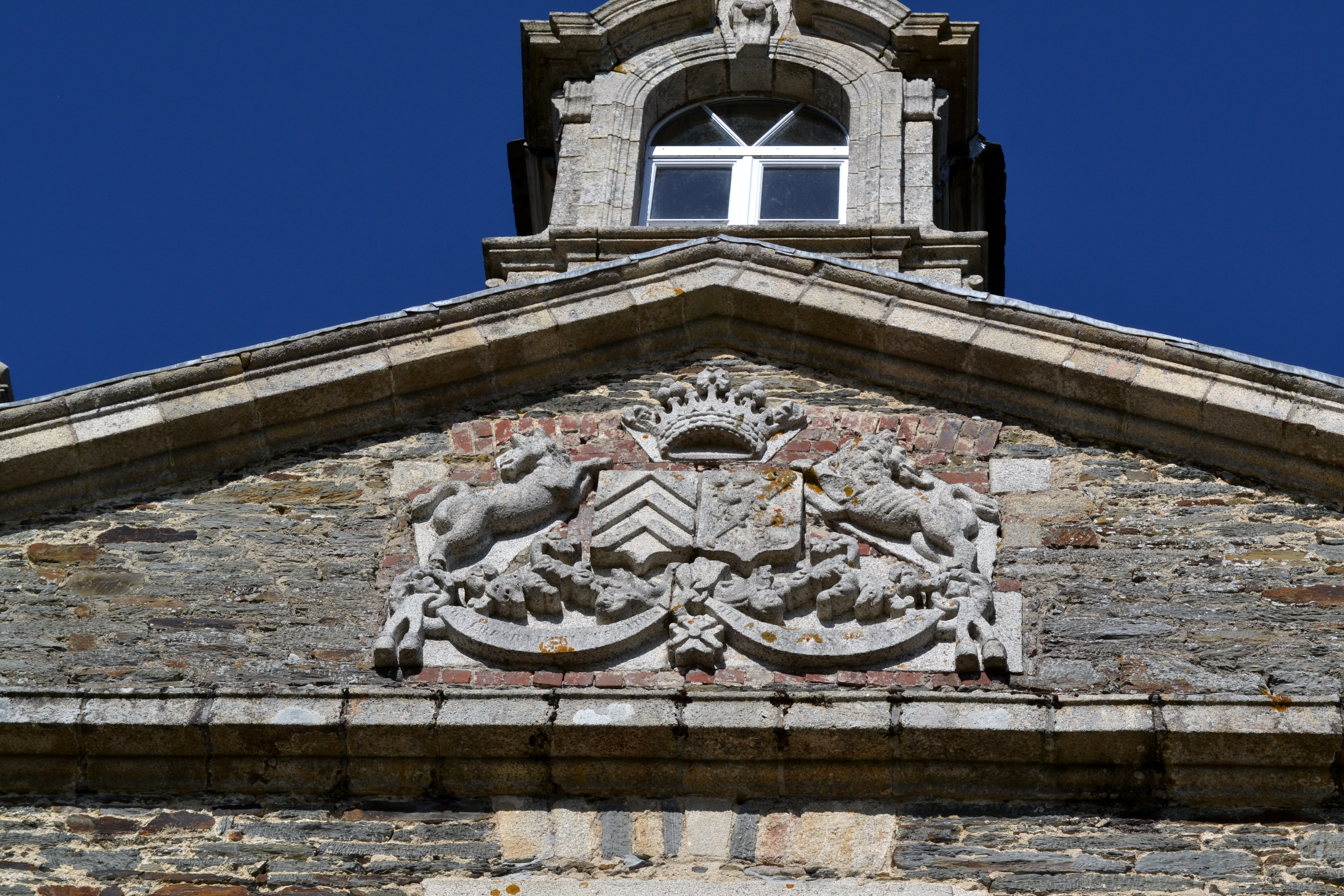
Le fronton
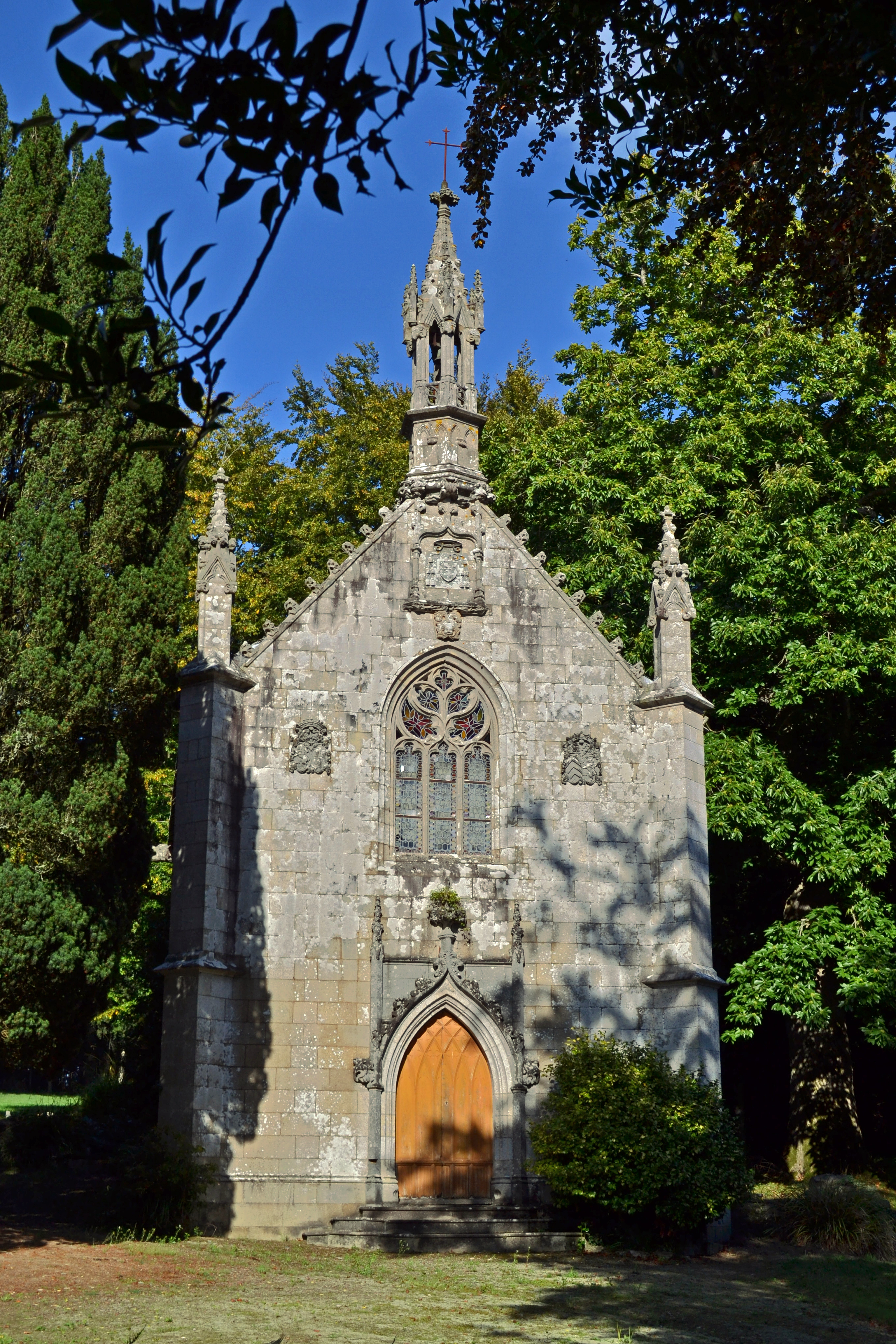
La chapelle
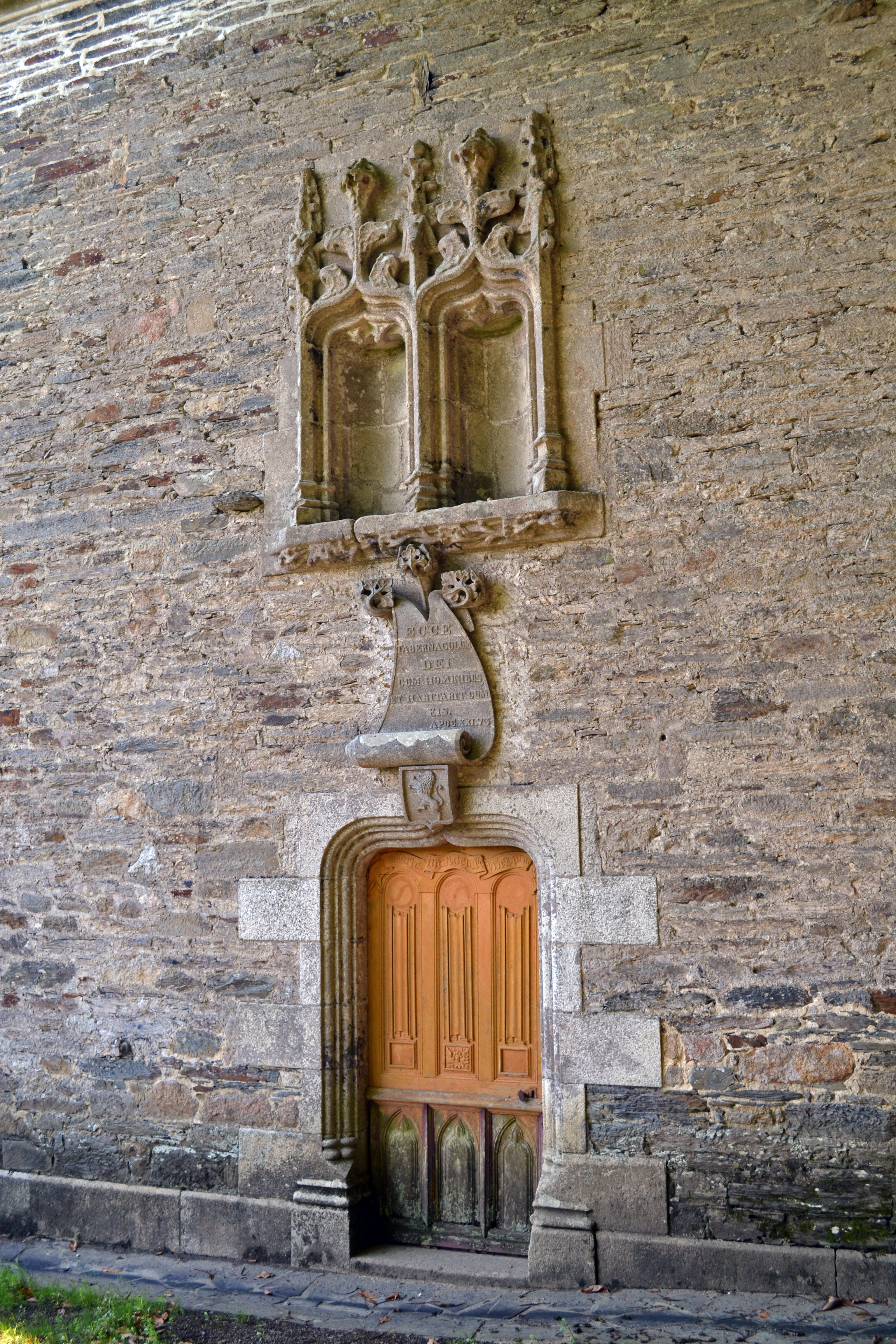
La chapelle
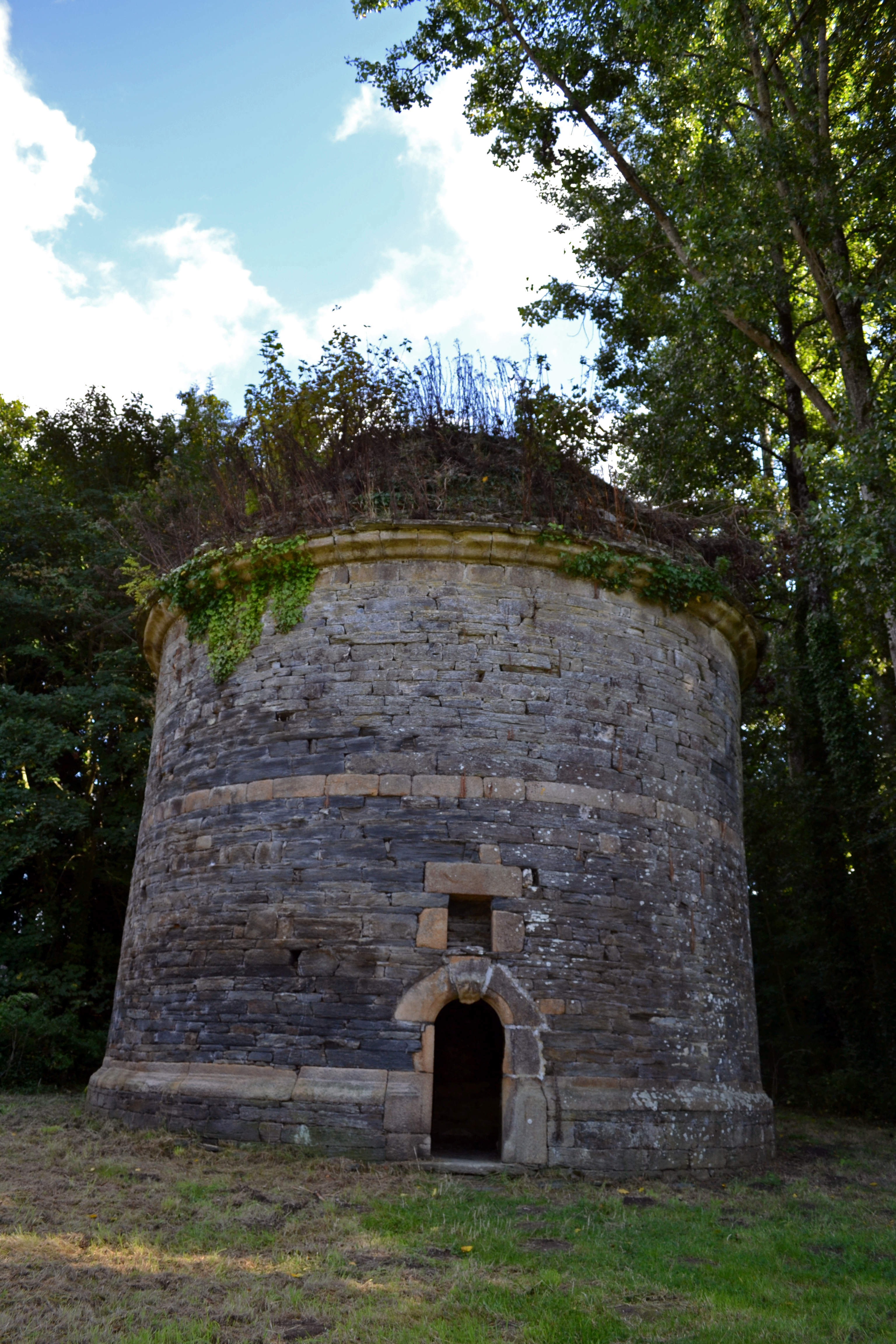
Le colombier
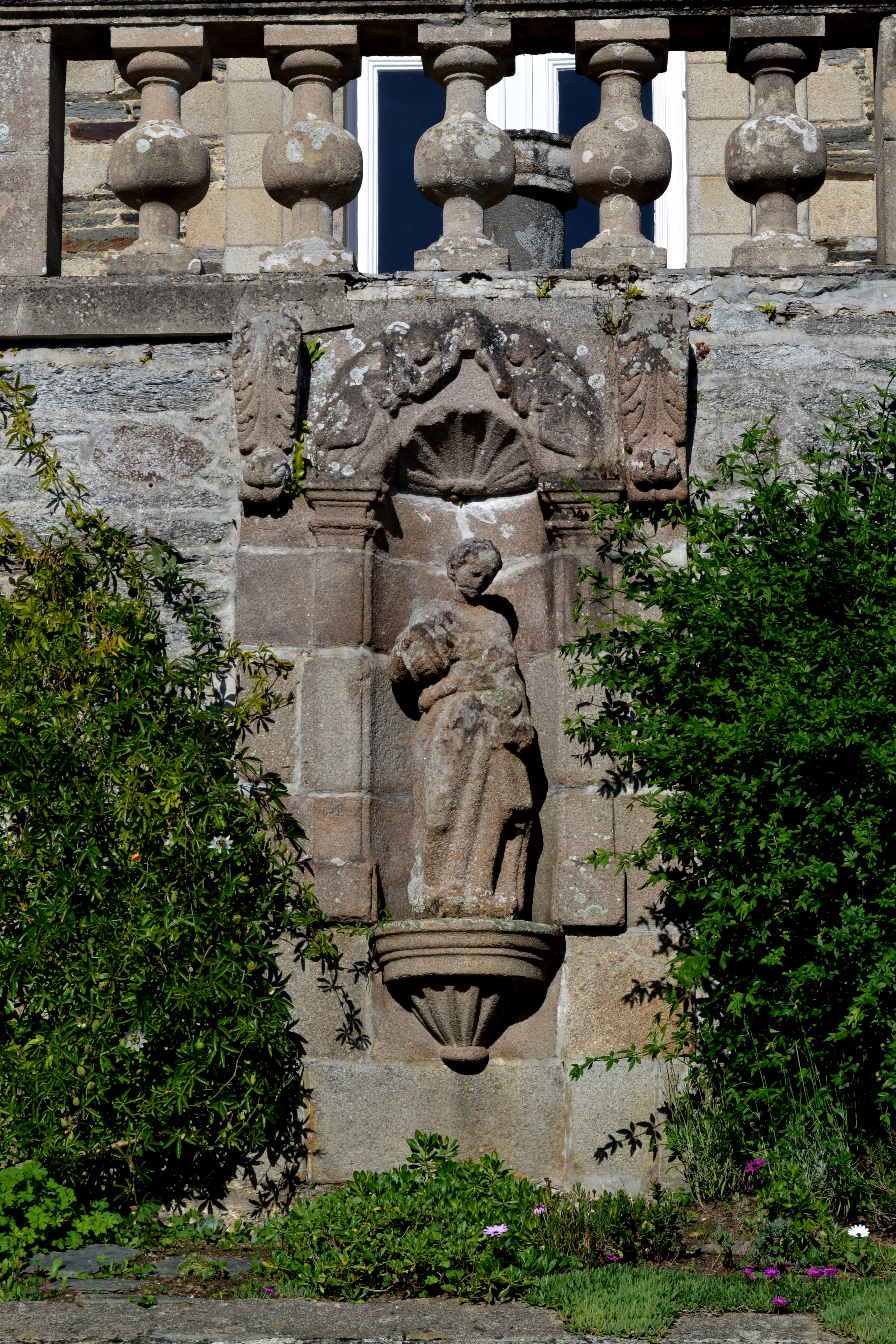
Le centre de l’escalier extérieur
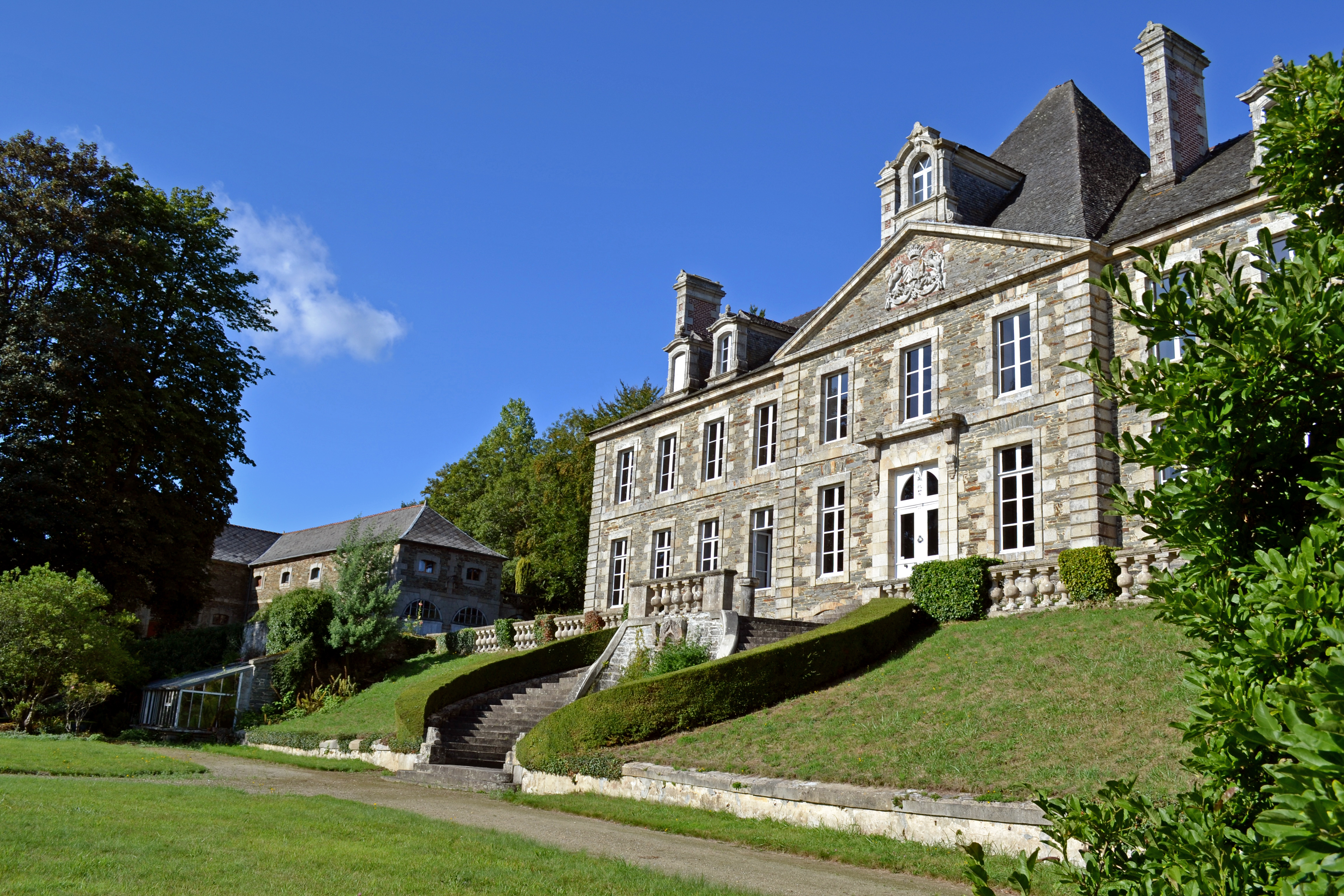
Le château
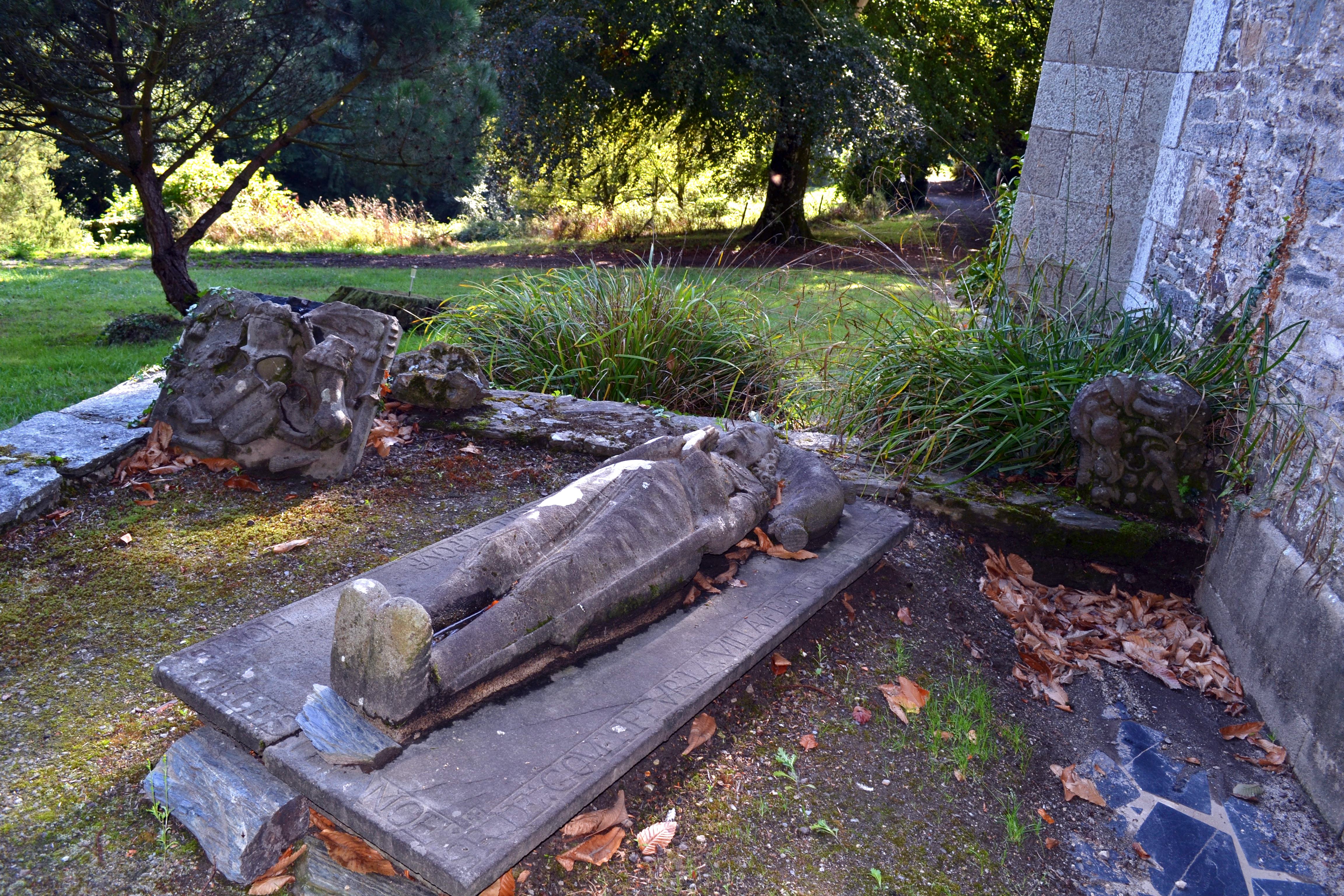
Le gisant de Gille de la Noé
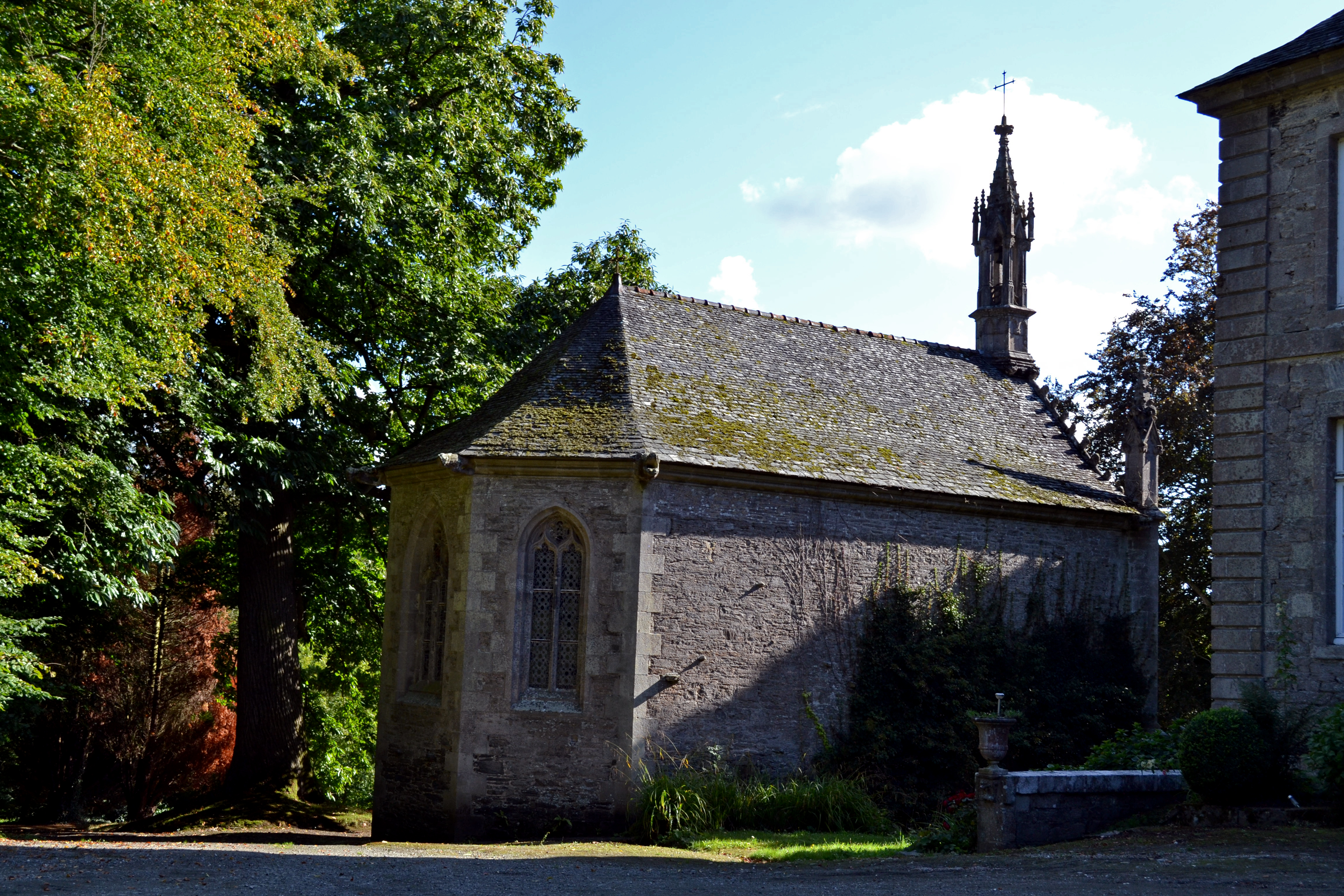
La chapelle